# Zarzuela (opera)

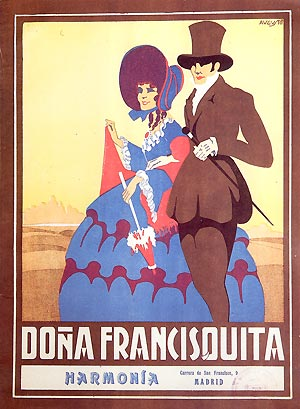
Dona Francisquita was een Zarzuelazangeres (1954).

De zarzuela (uitspraak θarˈθuwela in Spanje, sarˈswela in Latijns-Amerika) is een Spaans opera- of operettegenre, enigszins gelijkend op de Franse Opéra-comique en het Duitse Singspiel, ontstaan in het midden van de 17e eeuw. 

## Geschiedenis
Het was in 1657 dat in het Koninklijk Paleis El Pardo, koning Filips IV van Spanje, tezamen met koningin Mariana en hun hofhouding aanwezig waren bij de première van een nieuwe komedie van Pedro Calderón de la Barca, begeleid door de muziek van Juan de Hidalgo. 
Deze toen opgevoerde komedie genaamd El Laurel de Apolo symboliseert sindsdien de geboorte van een nieuw muzikaal operagenre dat bekend is geworden als La Zarzuela, vernoemd naar het koninklijk jachtslot Zarzuela, gelegen op het platteland in een afgelegen gebied, bezaaid met bramen die zarzasofbramen genoemd werden en waar de traditie was gegroeid om genoemde voorstellingen op te voeren.
La Zarzuela werd vaak bezocht door clowns en acteurs, veelal afkomstig uit Madrid, waar de stukken, die Calderón en Hidalgo verstrekten, werden gebruikt voor het uitvoeren van een theatraal gamma van klassieke opera, lage slapstick tot het populaire lied.
Calderón, de grootste toneelschrijver, en Hidalgo, de beste Spaanse componist, luidden daarmede een nieuwe en zich snel ontwikkelende vorm van barokke entertainment in met geestige, pittige libretti, omgezet in muziek van hoge kwaliteit en buitengewone diversiteit.
Een charmant voorbeeld is "Viento es la dicha de Amor", "Wind is de poëzie van de liefde" (1743), met muziek van José de Nebra, een mengsel van louter versregels en proza, opera-aria's, korte refreinen, dat associaties oproept met Monteverdi en Vivaldi, populaire liedjes met castagnetten en verrukkelijk georkestreerde instrumentale intermezzo's.
Met de opkomst van de Italiaanse operacomponisten raakte deze oorspronkelijke Spaanse operavorm steeds meer uit de mode.
Merkwaardig genoeg was het een Italiaanse componist, Luigi Boccherini die sinds 1778 verbonden was aan het privéorkest van Don Luis (de broer van koning Karel III van Spanje), die weer succes had met de zarzuela en bewees dat deze nog steeds bestaansrecht had.
Hij componeerde dit werk voor de hertog van Benavente Ossuna, die een privéorkest bezat, waar de succesvolste werken van die tijd op de talrijke muzikale soirees werden uitgevoerd.
Dit werk, La Clementina (1786), is speciaal voor zo'n soiree gecomponeerd naar het libretto van de dichter Ramón de la Cruz (1734-1794), de Spaanse rivaal van Metastasio.

## Naam jachtslot
Zoals al eerder aangegeven dankt het genre zijn naam aan het koninklijk jachtslot, het Palacio de la Zarzuela bij Madrid, dat Filips IV rond het midden van de 17e eeuw liet bouwen. In het paleis was speciaal voor het opvoeren van de zarzuela accommodatie aangebracht. Er werden librettoschrijvers en componisten aangetrokken om nieuwe zarzuela's te componeren. 
De eerste librettoschrijver was Pedro Calderón de la Barca, samen met de componist Juan de Hidalgo. Daarom wordt Calderón ook wel de schepper van de zarzuela genoemd.

## Hoofdvormen
In de zarzuela kunnen twee hoofdvormen onderscheiden worden, namelijk
- de barokzarzuela, de vroegste stijl (1630–1750)
- de romantische zarzuela (1850–1950)

Wat de laatste periode betreft is de Spaanse componist, musicoloog en pedagoog Felipe Pedrell (1841-1922) een bekende naam. Hij leidde verschillende componisten op, o.a. Albéniz, De Falla en Granados, drie grondleggers van de moderne Spaanse muziek.